# Championnat de France de baseball 2016
Navigation
2015 2017
Le Championnat de France de baseball de Division 1 2016 regroupe les huit meilleures équipes françaises de baseball. Les Huskies de Rouen sont les tenants du titre.
Les Arvernes de Clermont-Ferrand, champions de Division 2 2015, sont promus et reviennent en division 1 après avoir été relégué lors du championnat de 2009.
Les Huskies de Rouen remportent leur 12e titre de champion de France de division 1 et réalisent le doublé Championnat de France de baseball / Challenge de France de baseball.
| \| Clermont-Ferrand Paris Rouen Sénart Montpellier Toulouse Savigny Chartres \| Localisation des clubs engagés dans le championnat. |
| Clermont-Ferrand Paris Rouen Sénart Montpellier Toulouse Savigny Chartres                                                           |

## Déroulement
La saison régulière se déroule sur 14 journées, soit 28 matches par équipe. Les six premiers de la saison régulière s'affrontent lors des séries éliminatoires. Le 3e affronte le 6e et le 4e affronte le 5e en 1/4 de finale. Les gagnants des 1/4 de finale rencontrent en demi-finale les deux premiers de la saison (automatiquement qualifiés pour les 1/2). Les vainqueurs s'affrontent en finale pour le titre.
Pour la relégation, les 7e et 8e se rencontrent dans un match de maintien. Le vainqueur se maintient en 1re division, alors que le perdant doit affronter le champion 2016 de la 2e division dans un match de barrage pour un maintien en 1re division.

## Clubs
Clubs participants à l'édition 2016 :
| Equipe                       | Ville                              | Stade                       | Titres |
| ---------------------------- | ---------------------------------- | --------------------------- | ------ |
| French Cubs de Chartres      | Chartres (Eure-et-Loir)            | Terrain de Gellainville     | 0      |
| Arvernes de Clermont-Ferrand | Clermont-Ferrand (Puy-de-Dôme)     | Stade des Cézeaux           | 0      |
| Barracudas de Montpellier    | Montpellier (Hérault)              | Greg Hamilton baseball park | 3      |
| Paris Université Club        | Paris                              | Stade Pershing              | 22     |
| Huskies de Rouen             | Rouen (Seine-Maritime)             | Terrain Pierre-Rolland      | 11     |
| Lions de Savigny-sur-Orge    | Savigny-sur-Orge (Essonne)         | Parc Jean-Moulin            | 5      |
| Templiers de Sénart          | Savigny-le-Temple (Seine-et-Marne) | Stade des Templiers         | 1      |
| Stade toulousain baseball    | Toulouse (Haute-Garonne)           | Stade Kandy-Nelson          | 0      |

## Saison régulière

### Matchs
| Résultats (▼dom., ►ext.)                                   | CLE          | MON          | PUC           | ROU           | SAV          | SEN           | STB          | CHA          |
| Clermont-Ferrand                                           |              | 2 - 7 1 - 12 | 2 - 1 3 - 10  | 4 - 16 9 - 0  | 11 - 1 5 - 7 | 2 - 9 7 - 9   | 8 - 7 0 - 7  | 5 - 4 8 - 18 |
| Montpellier Barracudas                                     | 5 - 0 2 - 0  |              | 12 - 2 4 - 1  | 4 - 3 3 - 8   | 11 - 5 1 - 5 | 9 - 13 2 - 3  | 3 - 6 9 - 0  | 7 - 4 12 - 1 |
| Paris UC                                                   | 4 - 6 14-19  | 2 - 12 0 - 6 |               | 2 - 12 4 - 9  | 9 - 5 15 - 5 | 2 - 1 0 - 10  | 6 - 4 5 - 2  | 8 - 7 4 - 2  |
| Rouen Huskies                                              | 6 - 1 7 - 0  | 5 - 4 10 - 0 | 17 - 2 12 - 0 |               | 8 - 2 13 - 3 | 3 - 2 6 - 0   | 6 - 4 6 - 0  | 6 - 1 6 - 2  |
| Savigny Lions                                              | 8 - 1 6 - 9  | 3 - 9 2 - 7  | 2 - 15 0 - 9  | 3 - 13 2 - 20 |              | 4 - 11 3 - 16 | 2 - 8 4 - 3  | 9 - 3 2 - 5  |
| Sénart Templiers                                           | 7 - 5 9 - 1  | 6 - 4 6 - 9  | 10 - 0 12 - 3 | 4 - 1 5 - 6   | 11 - 3 7 - 0 |               | 12 - 1 9 - 1 | 7 - 8 8 - 1  |
| Stade Toulousain                                           | 0 - 2 8 - 2  | 3 - 0 0 - 11 | 14 - 8 10 - 0 | 0 - 9 9 - 0   | 8 - 7 1 - 0  | 4 - 9 1 - 5   |              | 10 - 5 3 - 8 |
| Chartres French Cubs                                       | 0 - 13 4 - 8 | 0 - 4 9 - 0  | 10 - 6 4 - 3  | 2 - 9 4 - 15  | 6 - 5 8 - 11 | 1 - 9 0 - 10  | 0 - 2 14 - 9 |              |
| - Victoire à domicile - Match nul - Victoire à l'extérieur |              |              |               |               |              |               |              |              |

Résultats issus du site de la FFBS

### Classement
| Pl. | Équipe                 | J  | V  | D  | %    |
| --- | ---------------------- | -- | -- | -- | ---- |
| 1   | Rouen Huskies (T) (C)  | 28 | 24 | 4  | .857 |
| 2   | Sénart Templiers       | 28 | 22 | 6  | .786 |
| 3   | Montpellier Barracudas | 28 | 18 | 10 | .643 |
| 4   | Stade Toulousain       | 28 | 12 | 16 | .429 |
| 5   | Clermont-Ferrand       | 28 | 11 | 17 | .393 |
| 6   | Paris UC               | 28 | 10 | 18 | .357 |
| 7   | Chartres French Cubs   | 28 | 9  | 19 | .321 |
| 8   | Savigny-sur-Orge Lions | 28 | 6  | 22 | .214 |

| Légende : Qualifications | Légende : Qualifications                                          |
| ------------------------ | ----------------------------------------------------------------- |
|                          | Qualification pour les 1/2 finales                                |
|                          | Qualification pour les 1/4 de finale                              |
|                          | Barrage pour la relégation en 2e division                         |
|                          | (T) : Tenant du titre (C) : Vainqueur du Challenge de France 2016 |

### Statistiques individuelles
| Catégorie        | Joueur                       | Stat |
| Moyenne au bâton | Larry INFANTE (Rouen)        | .405 |
| Points produits  | William MUSSON (Montpellier) | 44   |
| Coups de circuit | Nick MASONIA (Sénart)        | 5    |
| Bases volées     | Felix BROWN (Sénart)         | 28   |

| Catégorie                 | Joueur                   | Stat |
| Moyenne de points mérités | Owen OZANICH (Rouen)     | 1.12 |
| Victoires                 | Owen OZANICH (Rouen)     | 11   |
| Retraits sur prises       | Harvey GARCIA (Toulouse) | 118  |
| Sauvetages                | Esteban PRIOUL (Rouen)   | 5    |

## Play-off
Les six premiers de la saison régulière sont qualifiés pour les play-off. Les barrages se jouent au meilleur des trois rencontres, les autres rencontres sont au meilleur des 5 matchs. En 1/4 de finale, 3e contre 6e et 4e contre 5e. Les gagnants rencontrent en demi-finale les deux premiers de la saison régulière. Les deux vainqueurs s'affrontent pour le titre. 

### 1/4 de finale
| Match | Date       | Recevant         | Visiteur         | Score |
| ----- | ---------- | ---------------- | ---------------- | ----- |
| 1     | 30 juillet | Toulouse         | Clermont-Ferrand | 9 - 2 |
| 2     | 31 juillet | Clermont-Ferrand | Toulouse         | 3 - 7 |

| Match | Date       | Recevant    | Visiteur    | Score |
| ----- | ---------- | ----------- | ----------- | ----- |
| 1     | 30 juillet | Montpellier | PUC         | 7 - 3 |
| 2     | 31 juillet | PUC         | Montpellier | 3 - 8 |

### 1/2 finales et finale
Les 1/2 finales se jouent les week-ends des 6 et 13 août. La finale se dispute les 20, 21, 27 et 28 août 2016.
| Match | Date    | Recevant | Visiteur | Score  |
| ----- | ------- | -------- | -------- | ------ |
| 1     | 6 août  | Toulouse | Rouen    | 1 - 13 |
| 2     | 7 août  | Toulouse | Rouen    | 2 - 16 |
| 3     | 13 août | Rouen    | Toulouse | 5 - 4  |
| 4     | 14 août | -        | -        | -      |

| Match | Date    | Recevant    | Visiteur    | Score  |
| ----- | ------- | ----------- | ----------- | ------ |
| 1     | 6 août  | Montpellier | Sénart      | 14 - 9 |
| 2     | 7 août  | Montpellier | Sénart      | 3 - 9  |
| 3     | 13 août | Sénart      | Montpellier | 3 - 2  |
| 4     | 14 août | Sénart      | Montpellier | 4 - 1  |

| Match | Date    | Recevant | Visiteur | Score |
| ----- | ------- | -------- | -------- | ----- |
| 1     | 20 août | Sénart   | Rouen    | 4 - 6 |
| 2     | 21 août | Sénart   | Rouen    | 8 - 7 |
| 3     | 27 août | Rouen    | Sénart   | 5 - 1 |
| 4     | 28 août | Rouen    | Sénart   | 6 - 1 |

* L'équipe avec l'avantage terrain en finale est celle qui est le mieux classée en saison régulière.

### Récompenses
Voici les joueurs récompensés à l'issue de la finale:
- MVP:
- Meilleur lanceur:
- Meilleur frappeur:

## Play-down
Les deux derniers de la saison régulière s'affrontent lors d'un match de maintien, le perdant de cette confrontation rencontre (avec l'avantage du terrain) en barrage le meilleur club de Division 2. Le vainqueur de se barrage est promu ou maintenu en Division 1 et son perdant reste ou est relégué en Division 2.
| Match | Date       | Recevant         | Visiteur         | Score |
| ----- | ---------- | ---------------- | ---------------- | ----- |
| 1     | 31 juillet | Savigny-sur-Orge | Chartres         | 6 - 2 |
| 2     | 31 juillet | Savigny-sur-Orge | Chartres         | 6 - 2 |
| 3     | 6 août     | Chartres         | Savigny-sur-Orge | 2 - 7 |

## Classement final
| Pl. | Équipe               |
| --- | -------------------- |
| 1   | Rouen (T) (C)        |
| 2   | Sénart               |
| 3   | Montpellier          |
| 4   | Toulouse             |
| 5   | Clermont-Ferrand     |
| 6   | Paris UC             |
| 7   | Savigny              |
| 8   | Chartres French Cubs |

| Légende : Qualifications et relégations | Légende : Qualifications et relégations                                |
| --------------------------------------- | ---------------------------------------------------------------------- |
|                                         | Qualification pour la Coupe d'Europe                                   |
|                                         | Barrage de relégation en 2e division                                   |
|                                         | (T) : Tenant du titre 2015 (C) : Vainqueur du Challenge de France 2016 |